# 貝克貝萊
貝克貝萊是土耳其的城鎮，位於該國南部，距離安塔利亞約80公里，由哈塔伊省負責管轄，毗鄰與敘利亞接壤的邊境，海拔高度130米，2012年人口7,548。